# Loving Darks
Loving Darks  fue una banda de Rock psicodélico y Rock experimental de Bolivia fundada a finales de la década de 1960 pertenecientes a la primera ola del Rock. Tras separarse en 1970, dos de sus integrantes se volvieron a agrupar en 1998 y siguen en activo hasta la actualidad.
La agrupación es considerada como uno los grupos iniciadores del rock boliviano.

## Historia
La banda se conforma con el objetivo de interpretar rock en español, a partir de la unión de los miembros de las bandas  Black Byrds y Las Tortugas. Los integrantes originales de los Loving Dark's fueron , Félix Chávez en la guitarra, Boris Rodríguez en la batería, Jaime Loayza como tecladista y Gilberto Martínez  en el bajo.
El nombre de la banda fue sugerencia del  director de radio Chuquisaca, Lucho Kuncar.
Inicialmente la banda se mantuvo por tres años, lapso en el que publicaron varios discos EP, obteniendo  éxitos como “Complicado” y “El adivino”.

## El reencuentro
Luego de 30 años, en 1998, dos de los integrantes originales decidieron relanzar nuevamente la banda, publicando el CD  “El retorno”, un disco compilatorio de los éxitos de la banda en las décadas de los 60′s y 70′s. 

## Discografía
Los Loving Dark's, en su etapa inicial grabaron tres EP, el primero lanzado en 1968 se tituló "Complicado", incliuyendo los temas 'Complicado', 'Adivino' (Rolling Stones), 'Mi imposible' y 'No quiero llegar a viejo'.
El segundo, grabado en 1968, incluye las canciones: 'Psicosis','Vino Dulce' (Cream),'A través de las lágimas' y 'Ven debajo de mi bota'.
El tercer EP, publicado en septiembre de 1969 incluía: 'Algo de títere' (Rolling Stones),'Of' (Cream),'Conexión' y 'Llámame'.
En 1998, publicaron un CD compilatorio titulado "El retorno"

## Integrantes

### 1968
- José Zapata (Voz)
- Boris Rodríguez (Batería)
- Jaime Loayza (Teclados)
- Gilberto Martínez “ Komori “ (Bajo)
- Félix Chávez – (Guitarra)

### 1998
- Javier Saldías (Bajo)
- Pedro Sanjinés (Teclados)
- Boris Rodríguez (Batería)
- Félix Chávez (Guitarra)

### 2006
- Felíx Chávez  (Voz líder)
- Óscar Cerruto (Bajo y voz)
- Álvaro Córdova (Batería)
- Víctor Delgadillo (Teclado y voz)